# Lancer du poids féminin aux championnats du monde d'athlétisme en salle 2014
Navigation
2012 2016
Le concours du lancer du poids féminin des Championnats du monde en salle 2014 s'est déroulé le 8 mars 2014 à l'Ergo Arena de Sopot, en Pologne.

## Podiums
| Or                             | Argent                        | Bronze            |
| Valerie Adams Nouvelle-Zélande | Christina Schwanitz Allemagne | Gong Lijiao Chine |

## Résultats
Pour la quatrième fois consécutive, la Néo-Zélandaise Valerie Adams est sacrée championne du monde en salle du lancer de poids, un record dans cette discipline. Avec un meilleur jet mesuré à 20,67 m, nouveau record des Championnats, elle devance l'Allemande Christina Schwanitz et la Chinoise Gong Lijiao. 

### Finale
| Rang               | Athlète             | Pays             | Essais | Essais | Essais | Essais | Essais | Essais | Marque  | Notes    |
| Rang               | Athlète             | Pays             | 1      | 2      | 3      | 4      | 5      | 6      | Marque  | Notes    |
| ------------------ | ------------------- | ---------------- | ------ | ------ | ------ | ------ | ------ | ------ | ------- | -------- |
| Médaille d'or      | Valerie Adams       | Nouvelle-Zélande | 20.06  | 20.41  | x      | 20.10  | 20.67  | 20.16  | 20,67 m | WL       |
| Médaille d'argent  | Christina Schwanitz | Allemagne        | 19.69  | x      | 19.54  | 19.36  | 19.94  | 19.51  | 19,94 m |          |
| Médaille de bronze | Gong Lijiao         | Chine            | 18.96  | 18.89  | 19.07  | 19.24  | 18.72  | 19.19  | 19,24 m | SB       |
| 4                  | Michelle Carter     | États-Unis       | x      | 19.10  | x      | 18.63  | 18.64  | x      | 19,10 m | SB       |
| 5                  | Anita Márton        | Hongrie          | 18.17  | 17.73  | 18.06  | 17.99  | x      | 18.05  | 18,17 m |          |
| 6                  | Yuliya Leantsiuk    | Biélorussie      | x      | 18.02  | 18.16  | 17.98  | x      | x      | 18,16 m |          |
| 7                  | Jeneva McCall       | États-Unis       | 18.05  | 17.76  | 17.67  | 17.52  | 17.56  | x      | 18,05 m |          |
| —                  | Yevgeniya Kolodko   | Russie           | x      | 18.18  | 18.88  | 18.66  | x      | 19.11  | DQ      | (dopage) |

## Légende
Records et Performances
- AR : Record continental (area record)
- CR : Record des championnats (championship record)
- MR : Record du meeting (meet record)
- NR : Record national (national record)
- OR : Record olympique (olympic record)
- PR : Record paralympique (paralympic record)
- PB : Record personnel (personal best)
- SB : Meilleure performance personnelle de la saison (season's best)
- WL : Meilleure performance mondiale de l'année (world leader)
- WJR : Record du monde junior (world junior record)
- WR : Record du monde (world record)

Circonstances et Conditions
- DNF : N'a pas terminé (did not finish)
- DNS : N'a pas pris le départ (did not start)
- DQ : Disqualification (disqualification)
- NM : Aucun essai valable enregistré (No Mark)
- Q : Qualifié « directement » au prochain tour (ou à la prochaine compétition), lors d'une compétition majeure, grâce au classement ou à la réalisation des minima (automatic qualifier)
- q : Qualifié au prochain tour (ou à la prochaine compétition), lors d'une compétition majeure, grâce au repêchage ou à la réalisation de l'une des meilleures performances parmi celles des « non qualifiés directement » (grâce au meilleur temps ou à la meilleure distance par exemple) (secondary qualifier)